# Filomelo (filho de Deméter)
Filomelo ou Filomêlos (/ˌfɪləˈmiːləs/ ; em grego:  Φιλόμηλος, transl.: Philómēlos) era um semideus grego menor, patrono da lavoura, aradura e agricultura. Seu nome significa 'amigo da facilidade' de philos e mêlos .
Filomelo, filho de Deméter e Iasião, e irmão de Pluto. Seu filho Parias deu seu nome aos parianos e à cidade de Parion (uma cidade na Mísia no Helesponto). 
Pluto era muito rico, mas não compartilharia nenhuma de suas riquezas com seu irmão. Por necessidade, Filomeno comprou dois bois, inventou a carroça ou arado e se sustentou arando seus campos e cultivando colheitas. Sua mãe, admirando-o por isso, colocou-o nos céus como a constelação de Boötes, sendo sua carroça ou arado a constelação de Ursa Maior.

## Observação
1. 1 2  Higino, De Astronomica 2.4.7
2. ↑  Plínio, o Velho, História Natural 7.199